# Вовчковецька Стрипа
Вовчкове́цька Стри́па — річка в Україні, в межах Тернопільського району Тернопільської області. Ліва притока Головної Стрипи (басейн Дністра). 

## Опис
Довжина 11 км. Річкова долина у верхів'ях розлога і неглибока, далі стає глибшою і вузькою. Річище слабозвивисте. Споруджено кілька ставів. 

## Розташування
Вовчковецька Стрипа бере початок на північ від села Вовчківці. Тече на південь. Впадає до Головної Стрипи при північно-західній околиці села Млинівці. 
Над річкою розташовані села: Вовчківці та Кабарівці. 
У верхів'ях річки розташований Стрипський заказник.